# Duy tân chí sĩ
Shishi (志士 hay Chí sĩ; đôi khi còn được gọi là 維新志士 Ishin-shishi hay Duy tân chí sĩ) là cụm từ được dùng để nói về các nhà hoạt động chính trị vào cuối thời Edo. Cụm từ "shishi" thường được dùng cho những người chống Mạc phủ Tokugawa, theo phong trào sonnō jōi (尊王攘夷; "Tôn Vương, Nhương Di"), các samurai ban đầu đến từ các gia tộc từ phía Tây Nam thuộc các lãnh địa Satsuma, Chōshū, và Tosa, cụm từ "shishi" cũng để chỉ những người ủng hộ Mạc phủ nhưng cũng có quan điểm sonnō jōi tương tự.
Có rất nhiều loại shishi khác nhau. Một số, như các sát thủ Kawakami Gensai, Nakamura Hanjiro, Okada Izō, và Tanaka Shinbei, lựa chọn khuynh hướng bạo lực để đấu tranh vì tư tưởng của mình. Đặc biệt, Kawakami Gensai, là sát thủ của Sakuma Shōzan, một người có tư tưởng thân phương Tây nổi tiếng thời đó. Thành phần shishi cơ bản khác, như Miyabe Teizō, lên những kế hoạch tấn công lớn mà ít quan tâm đến an toàn của dân chúng. Chính Miyabe đích thân cầm đầu kế hoạch đốt cháy Kyoto trong lễ hội Gion, nhưng đội quân Shinsengumi đã làm thất bại kế hoạch này.
Như đã nói ở trên, shishi không nhất thiết phải là những người ủng hộ việc lật đổ Mạc phủ. Shishi ở Mito chịu trách nhiệm về cái chết của đại lão Ii Naosuke, người đã ký hiệp ước bất bình đẳng với nước ngoài và đặt một cậu bé nhỏ tuổi lên ngôi Shogun. Một số đàn ông và phụ nữ Mito khác tham gia vào cuộc nổi dậy Tengu-tō vài năm sau đó. Trong khi dứt khoát là có những hành động chống lại chính phủ Shogun, họ lại không chống lại bản thân Shogun—thực tế, các shishi ở Mito, là thuộc hạ của các họ hàng của Shogun, tin rằng họ chỉ cố giúp Shogun.
Các shishi khác thiên hướng mô phạm hơn. Một ví dụ nổi tiếng là học giả Yoshida Shoin (Cát Điền Tùng Âm) ở Chōshū. Ông thành lập trường Shokason-juku, và đã đào tạo rất nhiều lãnh đạo chính phủ tương lai trong thời Minh Trị. Yoshida liên hệ với nhiều nhân vật nổi bật của thời kỳ Bakumatsu: Kawai Tsugunosuke, Katsu Kaishū, Sakuma Shōzan đã nói ở trên, và một vài người khác.
Các shishi cốt yếu đến từ Chōshū và Satsuma tiếp tục trở thành lãnh đạo của Chính phủ Minh Trị mới thành lập. Một vài người, như Ito Hirobumi (đại diện cho Trường Châu Ngũ Kiệt) và Yamagata Aritomo, vẫn là những nhân vật nổi bật trên nền chính trị và xã hội Nhật Bản cho đến những thập kỷ đầu của thế kỷ 20.